# 櫻井規順
櫻井 規順（さくらい きじゅん、本名：さくらい のりよし、1935年（昭和10年）6月29日 - 2023年（令和5年）11月21日）は、日本の政治家。報道などでは新字体で桜井 規順（さくらい きじゅん）とも表記される。
参議院議員（日本社会党、1期）、参議院産業・資源エネルギーに関する調査会会長、社会民主党静岡県連合代表などを歴任。

## 来歴

### 生い立ち
静岡県富士市出身。父が満蒙開拓団に参加することになったため、一家で満洲国に渡った。引き揚げ後の1954年、静岡県立静岡高等学校卒。のち、静岡大学法経短期大学部で学んだ。

### 参議院議員として
静岡地区労書記から日本社会党静岡県本部に入り、県教宣局長、県本部副委員長などを経て、26年にわたって党活動に従事した後、1989年の第15回参議院議員通常選挙で静岡選挙区から日本社会党公認候補として立候補した。新幹線停車事件（後述）により選挙期間中に公認が取り消され、自身も選挙運動を自粛したが、結果は無所属でのトップ当選となった。
当選後、共同会派「社会党・護憲共同」入りを経て、日本社会党へ復党した。参議院では、運輸委員会の理事などを務めた。また、参議院の産業・資源エネルギーに関する調査会では、浜本万三の後任として1993年に会長に就任し、翌年まで務めた。1995年の第17回参議院議員通常選挙では落選した。

### 参議院議員引退後
後年、社会民主党静岡県連合の代表となっている。しかし、国政選挙に候補者を擁立することができず「党に担ぐだけの力がなかった」と率直に述べるなど、党勢が低下するなか難しい舵取りを強いられた。2012年に代表を退任し、常任顧問に就任した。また、満蒙開拓団や満蒙開拓青少年義勇軍の関係者らで組織される静岡県拓魂奉賛会の会長も務めており、靜岡縣護國神社での「拓魂祭」を執り行うなど追悼活動に尽力している。さらに、静岡県内の満蒙開拓団について調査した著作を上梓するなど、満蒙開拓移民を語り継ぐ活動を続けていた。
2023年11月21日、腎不全のため、静岡市の病院で死去した。88歳没。死没日付をもって正五位に叙され、旭日中綬章を追贈された。

## 新幹線停車騒動
1989年（平成元年）7月17日の参議院選挙の選挙中に、参議院議員の候補者として問題視された新幹線停車騒動を起こした。日本社会党の土井たか子委員長が応援に来る沼津市の演説会場に向かう途中、静岡駅から新幹線に乗車したが、その列車は目的地の三島駅を通過するひかりであった。同行していた選挙対策委員会の幹部らが車掌に懇願し、列車は三島駅で臨時停車をした。この一件では、乗客からクレームの声が上がり、日本社会党は公認を取り消した。
JR東海は、この事件に関連して、当日の輸送指令長やその上司、あわせて3人を訓告や厳重注意の処分とした。

## 著作
- 桜井規順編著『わが知のへるめすへ――人間・生活・地域に根ざす政治を求めて私の敬愛する友への手紙』1994年。（私家版）[16]
- 櫻井規順著『静岡県と「満州開拓団」』静岡新聞社、2012年。ISBN 9784783803676